# غريس ريد
غريس ريد (بالإنجليزية: Grace Reid) هي غطاسة بريطانية، ولدت في 9 مايو 1996 في إدنبرة في مملكة اسكتلندا.

## وصلات خارجية
- غريس ريد على موقع الاتحاد الدولي للسباحة (الإنجليزية)
- غريس ريد على موقع قاعدة بيانات الغوص IAT (الألمانية)
- غريس ريد على موقع اللجنة الأولمبية الدولية (الإنجليزية)
- غريس ريد على موقع أوليمبيديا (الإنجليزية)
- غريس ريد على موقع اللجنة الأولمبية البريطانية (الإنجليزية)
- غريس ريد على موقع اتحاد ألعاب الكومنولث (مؤرشف) (الإنجليزية)
- غريس ريد على موقع دورة ألعاب الكومنولث 2014 (مؤرشف) (الإنجليزية)